# Kopcze
Kopcze – jezioro w województwie wielkopolskim, w powiecie pilskim, w gminie Kaczory, leżące w Dolinie Gwdy.

## Charakterystyka
Kopcze znajduje się około 2 km na północny wschód od Kaczor. Położone jest w dorzeczu Gwdy, w rynnie polodowcowej. Jest zbiornikiem bezodpływowym przyjmującym jeden dopływ - Kanał Okaliniec. Jest to jezioro polodowcowe, rynnowe o typowym dla tych jezior podłużnym kształcie (ma 3 km długości) i stromych brzegach porośniętych lasem.
W sezonach obfitych opadów lub po znacznych roztopach z jeziora wypływa okresowy ciek o długości około dziesięciu kilometrów z ujściem do Gwdy na Kalinie w Pile. W 2018 nadmiar wód wypełnił także okresowy staw w okolicy Żabostowa (tzw. Suche Stawy Żabostowskie). Również w 2018 miało tu miejsce rzadkie zjawisko "lewitujących" tafli lodu, gdy woda najpierw zamarzła, a następnie odpłynęła spod lodu. Zjawisko odnotowano w prasie ogólnokrajowej i ściągnęło ono dużą liczbę turystów.
Niedaleko jeziora usytuowane są cztery ośrodki wczasowe na około sto osób.

## Dane morfometryczne
Powierzchnia zwierciadła wody według różnych źródeł wynosi od 29,8 ha przez 30,90 ha do 31,0 ha.

Zwierciadło wody położone jest na wysokości 69,6 m n.p.m. lub 69,6 m n.p.m. bądź 68,0 m n.p.m. Średnia głębokość jeziora wynosi 3,1 m, natomiast głębokość maksymalna 6,8 m.
W oparciu o badania przeprowadzone w 2005 roku wody jeziora zaliczono do wód pozaklasowych i III kategorii podatności na degradację.

## Hydronimia
Według urzędowego spisu opracowanego przez Komisję Nazw Miejscowości i Obiektów Fizjograficznych (KNMiOF) nazwa tego jeziora to Kopcze. Na niektórych mapach topograficznych jezioro to podzielone jest na dwa zbiorniki i występuje pod nazwami Kopcze Zach. i Kopcze Wsch..